# Echium aculeatum
Echium aculeatum är en strävbladig växtart som beskrevs av Jean Louis Marie Poiret. Echium aculeatum ingår i släktet snokörter, och familjen strävbladiga växter. Inga underarter finns listade i Catalogue of Life.

## Bildgalleri

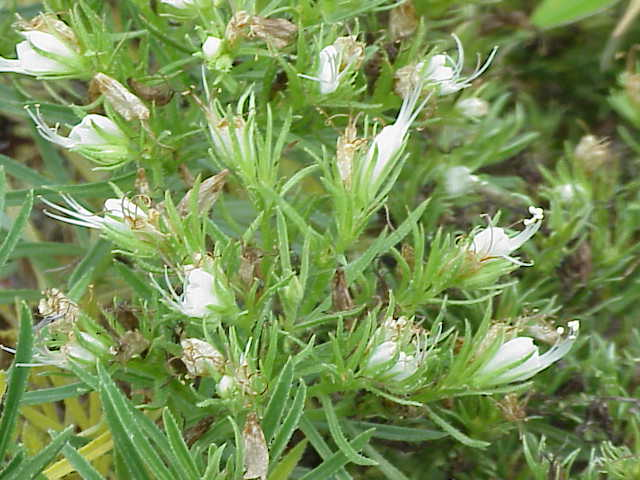
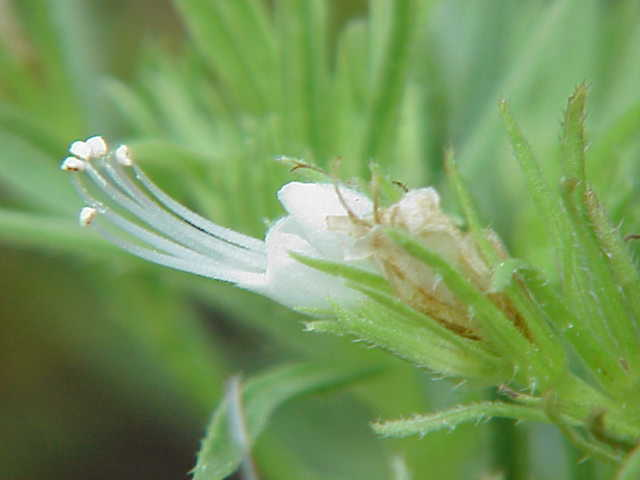
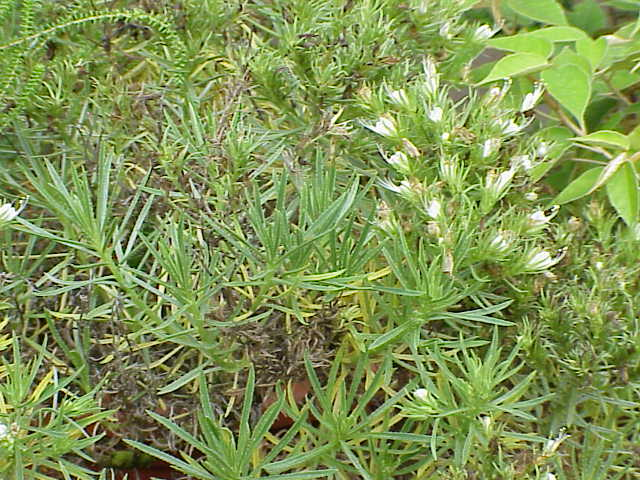
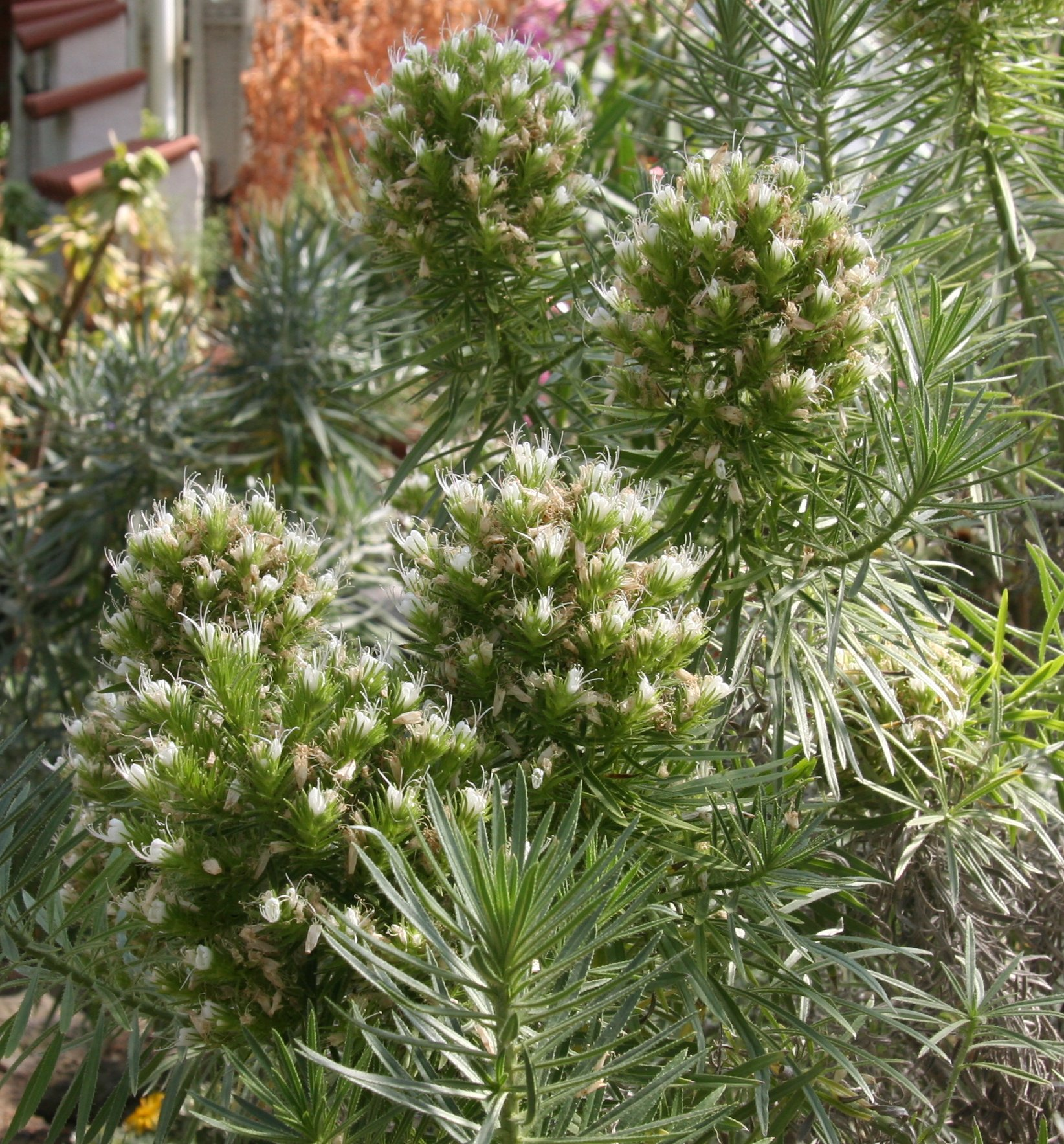
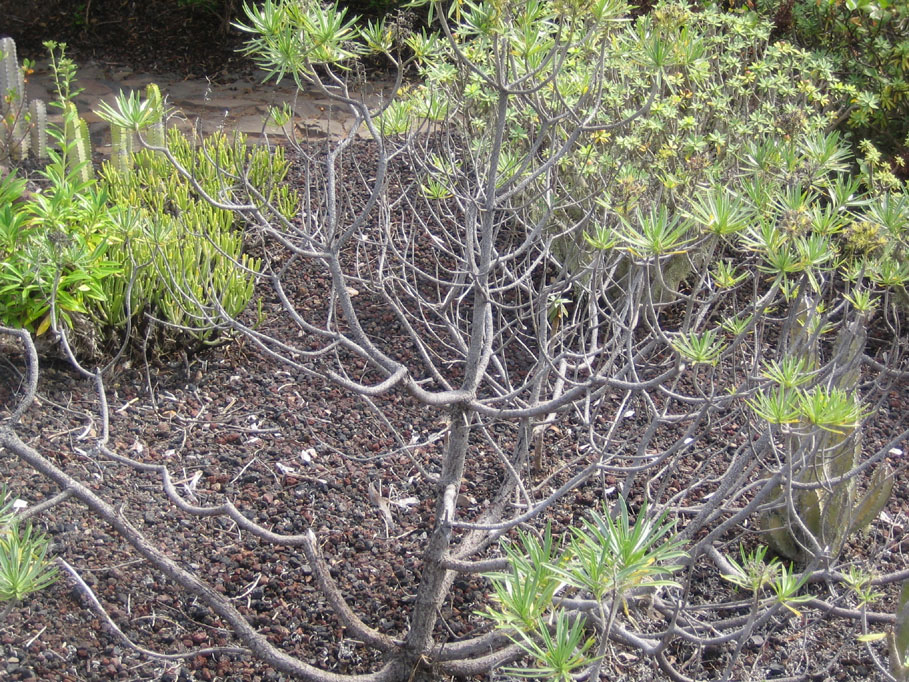
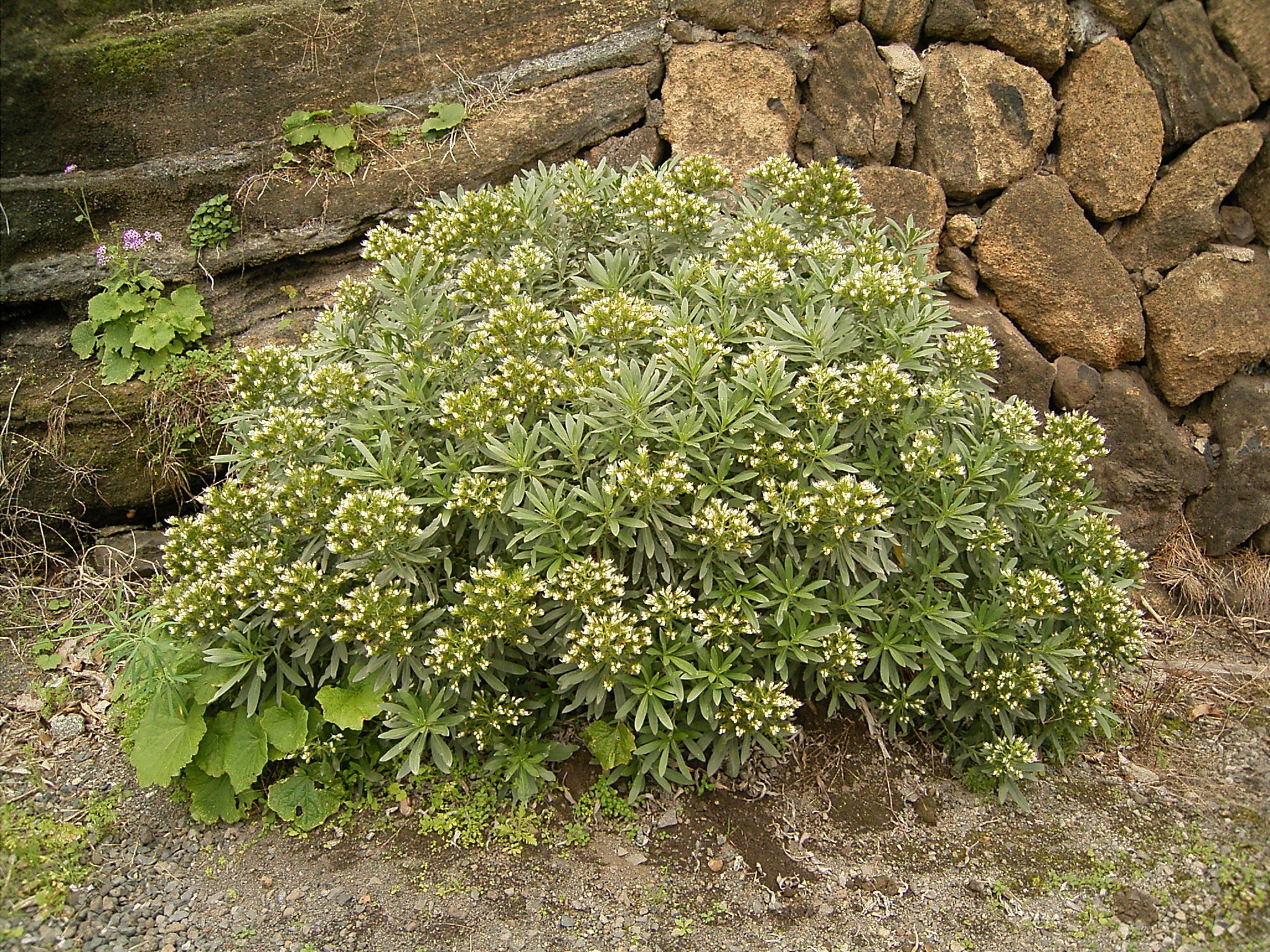